# تومبس
تومبس (به اسپانیایی: Tumbes, Peru) یک شهر در پرو است که در Tumbes واقع شده‌است.

## خصوصیات
تومبس   ۶ متر بالاتر از سطح دریا واقع شده‌است.